# Гостэд, Пол
Пол Майкл Го́стэд (англ. Paul Michael Gaustad; род. 3 февраля 1982, Фарго, Северная Дакота, США) — американский хоккеист, центральный нападающий. Завершил карьеру игрока в 2016 году. Играл в клубах Национальной хоккейной лиги «Баффало Сейбрз» и «Нэшвилл Предаторз». В настоящее время является главным тренером юношеской команды «Портленд Уинтерхокс», выступающей в классе Midget.

## Карьера
На драфте НХЛ 2000 года Гостэд был выбран в 7 раунде под общим 220-м номером клубом «Баффало Сейбрз». В межсезонье Пол жил в Портленде, штат Орегон. Он также играл в клубе Западной хоккейной лиги «Портленд Уинтерхокс».
До прихода в ЗХЛ, в 1999 году, Гостэд играл за команду «Портленд Хокс». После этого Пол начал играть за команду «Барнаби Бульдогс» в лиге BCHL. За три сезона, проведенных в «Уинтерхокс» Гостэд набрал 135 очков (53 шайбы и 82 голевые передачи). В сезоне 2002-03 он отправился в фарм-клуб «Баффало» в АХЛ «Рочестер Американс». В первый же сезон за «Рочестер» Гостэд отметился 53 очками.

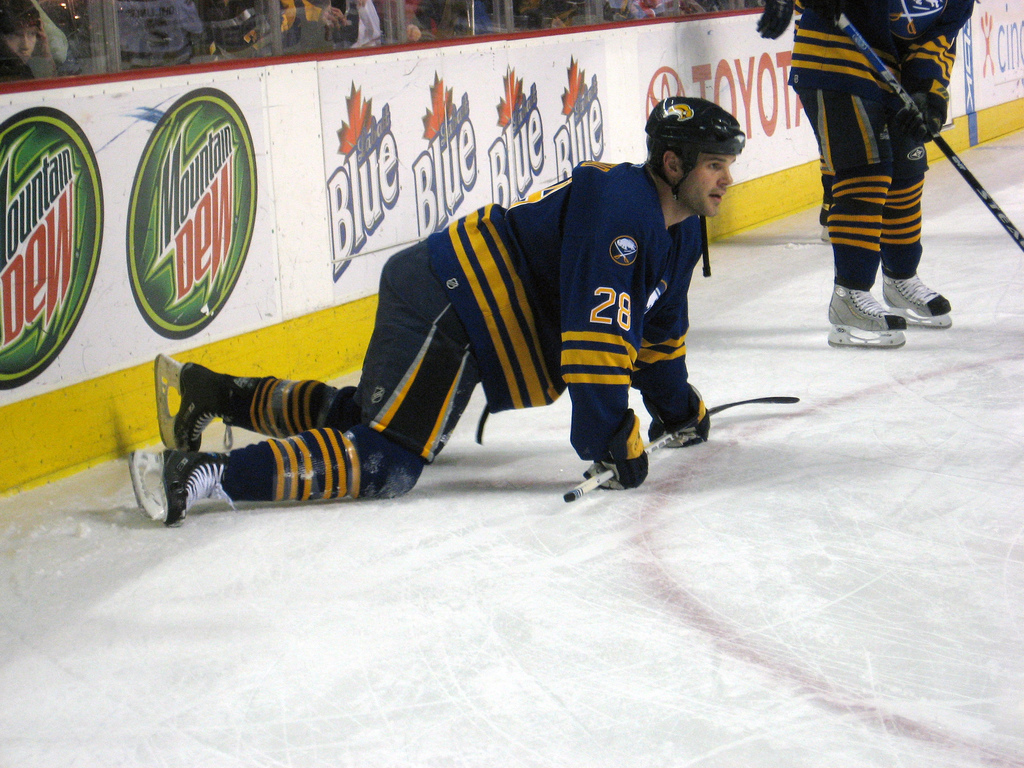
Пол Гостэд на предматчевой разминке

В сезоне 2005-06 Гостэд обеспечил себе место в стартовом составе «Сейбрз», играя в 4-м звене и исполняя роль нападающего-тафгая, вместе с партнерами по команде — Адамом Мэйром и Эндрю Питерсом. Гостэду, носившему в «Рочестере» номер 14, пришлось удвоить цифру до 28, так как в «Баффало» номер 14 был выведен из обращения в честь Рене Робера.
7 февраля 2007 года в игре против «Оттавы» Гостэд получил разрыв сухожилия в столкновении с Дэни Хитли, травму, которая, как в то время считалась, не даст ему продолжить сезон, а позже стало известно, что она могла бы и потенциально завершить его карьеру, если бы разрыв прошёл на дюйм глубже. Однако, он восстановился раньше срока и присоединился к «Сейбрз» в плей-офф 4 мая 2007 года перед 5-й игрой с «Нью-Йорк Рейнджерс».
После успешной игры в сезоне 2007-08, в котором он набрал 36 очков, играя лишь в третьем и четвёртом звеньях, Гостэд был вновь подписан «Баффало» на 4 года, на общую сумму 9,2 миллионов долларов.
27 февраля 2012 года Гостэд перешёл из «Баффало» в «Нэшвилл Предаторз» в обмен на выбор в 4-м раунде на драфте 2012 года.

## Статистика
| Легенда | Легенда                    | Легенда | Легенда                   | Легенда | Легенда    |
| ------- | -------------------------- | ------- | ------------------------- | ------- | ---------- |
| И       | Количество проведённых игр | Штр     | Штрафное время            | +/−     | Плюс-минус |
| Г       | Голы                       | П       | Голевые передачи          | О       | Очки       |
| -       | Статистика неизвестна      | —       | Статистика не учитывалась |         |            |